# Хинтон, Джеффри
Джеффри Хи́нтон (англ. Geoffrey Everest Hinton; род. 6 декабря 1947) — британский и канадский учёный, внёсший заметный вклад в глубокое обучение.

## Биография
Праправнук Джорджа Буля. Окончил Кембриджский университет в 1970 году, где получил степень бакалавра искусств в области экспериментальной психологии, в 1978 году получил докторскую степень в Эдинбургском университете в области искусственного интеллекта.
Работал профессором департамента информатики Торонтского университета. С марта 2013 года по апрель 2023 года — сотрудник Google (после поглощения корпорацией компании DNNresearch).
Был одним из исследователей, предложивших использовать метод обратного распространения ошибки для тренировки многослойной нейронной сети. Вместе с Терри Сейновски изобрёл машину Больцмана.
Член Королевского общества Канады (1996), Лондонского королевского общества (1998), иностранный член Национальных Академии наук (2023) и Инженерной академии (2016) США.
Получил Нобелевскую премию по физике за 2024 год.
В 2024 году снялся (без указания в титрах) в роли самого себя в научно-фантастическом боевике-технотриллере «Атлас».

## Награды
- 2001 — Премия Румельхарта[англ.]
- 2005 — IJCAI Award for Research Excellence[англ.]
- 2010 — Канадская золотая медаль Герхарда Херцберга
- 2014 — Награда имени Франка Розенблатта[англ.]
- 2016 — IEEE Maxwell Award[англ.]
- 2016 — BBVA Foundation Frontiers of Knowledge Award
- 2018 — Премия Тьюринга (совместно с Йошуа Бенжио и Яном Лекуном)
- 2019 — Премия Хонда[7]
- 2021 — Премия Диксона
- 2024 — Нобелевская премия по физике